# Phyllactis digitata
Phyllactis digitata is een zeeanemonensoort uit de familie Actiniidae.
Phyllactis digitata is voor het eerst wetenschappelijk beschreven door McMurrich in 1893.